# Place branding
Il place branding (che comprende il place marketing ed il place promotion) è un nuovo termine generico che comprende il nation branding, il region branding e il city branding. Il place branding è il processo di comunicazione di un'immagine ad un mercato di riferimento. È invariabilmente correlato alla nozione secondo cui i posti competono con altri posti per le persone, le risorse e gli affari; si stima che la competizione globale delle città ospiterà 2,7 milioni di piccole paesi/città, 3.000 grandi città e 455 metropoli.
Il branding può essere definito come il processo utilizzato dalle amministrazioni pubbliche per creare marchi locali. "Un place brand (marchio di luogo) è una rete di associazioni nella mente dei consumatori basata sull'espressione visiva, verbale e comportamentale di un luogo e dei soggetti interessati. Queste associazioni si differenziano per la loro influenza all'interno della rete e per l'importanza del posto per l'atteggiamento e il comportamento dei consumatori"(Zenker & Braun, 2017, 275). Ha quindi l'obiettivo di influenzare le percezioni di un luogo e posizionarlo favorevolmente nelle menti dei gruppi target. Il branding può anche essere considerato una "strategia di governance per la proiezione di immagini e la gestione delle percezioni sui luoghi" (Braun, Eshuis, & Klijn, 2014, 64). Il place branding suggerisce quindi che luoghi, città, regioni o paesi potrebbero essere considerati come marchi, a condizione che vengano percepiti come tali. A questo proposito, molte amministrazioni pubbliche stanno implementando strategie di place branding locale.

## Origini
Le pratiche di place branding iniziarono nel diciannovesimo secolo, verso il 1850 negli Stati Uniti per attirare la popolazione nelle aree rurali e in seguito per scopi turistici, specialmente in Europa, con famosi poster di luoghi. Solamente dal 2010 c'è una tendenza generale a considerare il place branding come un campo scientifico di studio emergente (vedi la rassegna completa della letteratura di Vuignier 2016).
Il concetto è stato esplorato da diversi pensatori come Wally Olins, Robert Govers, José Filipe Torres, Simon Anholt, Philip Kotler, Gold e Ward, Avraham e Ketter, Seppo Rainisto, Nikolaj Stagis e altri.

## Concorrenza di un mondo globalizzante
Uno dei principi del place branding afferma che la lotta per l'attenzione e le preferenze non si limita ai beni e ai servizi commerciali; si applica ugualmente alle entità geopolitiche. I paesi e le città competono per il reddito turistico, gli affari e spesso per le basi imponibili; anche all'interno delle città c'è una forte concorrenza tra i centri urbani ed i quartieri, i grandi rivenditori ed i negozi tradizionali, i centri commerciali e centri storici tradizionali. I fautori del place branding sostengono che questo accresciuto contesto competitivo rende importante che i luoghi, indipendentemente dalla loro dimensione o composizione, si differenzino chiaramente e spieghino perché sono opzioni rilevanti e di valore.
Questa visione è supportata e difesa da Joao Freire, tra gli altri. Egli afferma che la gestione del marchio di destinazione di successo può essere vista come un esercizio di coordinamento in cui le variabili rilevanti, come le infrastrutture turistiche, la qualità dei servizi locali e altri utenti del marchio di destinazione devono essere gestiti al fine di raggiungere un'identità di marchio di destinazione coerente e desiderata. Pertanto, contrariamente alla percezione popolare che la costruzione del destination-brand è solo un esercizio di comunicazione, il destination-brand è, in realtà, un esercizio di identificazione, organizzazione e coordinamento di tutte le variabili che influenzano l'immagine di destinazione.

## Place branding strategico rispetto a quello organico
L'applicazione strategica del place branding sta crescendo con le nazioni, le regioni, le città e le istituzioni quando si rendono conto che competono con altri posti per persone, risorse e affari. Il fenomeno del place branding, come un processo organico di comunicazione dell'immagine senza strategia, si è verificato nel corso della storia. Esempi di place brands strategici sono diversi e includono "Iamsterdam" di Amsterdam, "Sin City" di Las Vegas e "capitale mondiale dell'hummus" di Abu Ghosh. Esempi di place brands organici comprendono la "città santa" di Gerusalemme, la "città illuminata" di Parigi e la "capitale tecnologica" della Silicon Valley.

## City Branding
Il City branding è un insieme di attività che hanno lo scopo di trasformare una città da luogo in destinazione. “Un branding di successo”, dice Robert Jones, consultant director at international brand consultancy per Wolff Olins, “può trasformare una città in un luogo in cui le persone vogliono vivere, lavorare, oppure in un posto da visitare.” Il City branding spesso è confuso con il City marketing. La differenza sta nel fatto che il marketing ha come principio guida quello di sfruttare i desideri e le necessità dei consumatori per gli scopi di un'organizzazione. Nel caso del branding il ruolo principale è giocato da una vision, una mission e un'identità preesistenti. Il city branding è l'applicazione delle tecniche di branding ad un luogo geografico nel più vasto senso del termine.
Il city branding crea un singolo brand per la città a cui si riferisce e lo estende a tutti i suoi servizi, opportunità, interazioni. Dal punto di vista dell'utente questo crea un'immagine unica di ogni livello di interazione della città. Questo elimina la necessità di presentare la città di volta in volta in modo diverso a seconda della necessità e dei servizi offerti al consumatore.
Il city branding è una promessa di valori, una promessa che ha bisogno di essere mantenuta. Un buon branding può aiutare a rendere una città desiderabile, allo stesso modo un cattivo city branding può mostrarla indesiderabile. Alcuni esempi classici di City branding di successo sono New York City, San Francisco e Parigi. Si è visto che i city brands di successo  commercializzavano la loro storia, la qualità del luogo, lo stile di vita, la cultura, la diversità e le collaborazioni proattivamente formate tra i municipi e il governo al fine di migliorare la loro infrastruttura. Altrettanto importante è il ruolo del posizionamento nel processo di branding, ossia la creazione di un posto distinto nel mercato per la città da occupare.

## Processi
Il place branding è un processo costituito da diversi sottoprocessi. A differenza del branding, le entità più semplici come un prodotto, servizio, azienda, persona o i classici soggetti del branding, il place branding e, in particolare, il branding di nazione e città, sono un processo complesso. La complessità deriva dalla grande diversità delle parti interessate nel processo.
In generale, un place brand è derivato da beni esistenti del luogo come la sua offerta di valore o la percezione pubblica. Altrimenti, il place brand è derivato da risorse create, come eventi, politiche, concetti astratti di tolleranza e così via.
L'immagine derivata del place brand viene quindi comunicata attraverso i canali di comunicazione. Questi canali variano e vanno dalle pubblicità televisive ai tentatici di marketing su Internet. Queste comunicazioni sono rivolte a uno specifico mercato di destinazione.

## Esempi

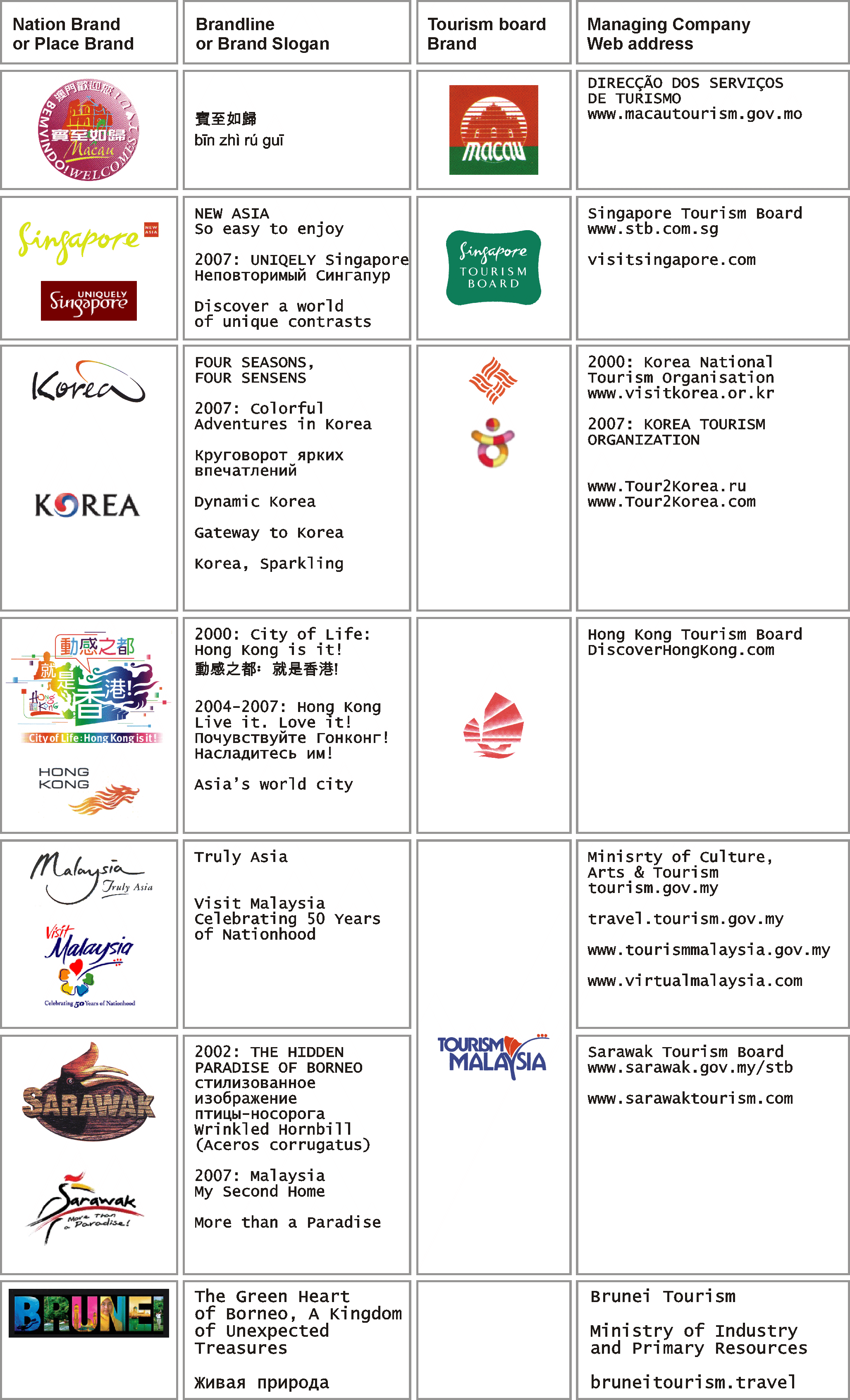
Sviluppo di Place Brands dal 2000 al 2010, come la promozione nel mercato russo dei viaggi.

Gerusalemme ha un chiaro city brand come città santa. La città santa comprende numerosi importanti luoghi sacri come il Muro Occidentale, la Chiesa del Santo Sepolcro, la Tomba del Giardino e il Monte del Tempio.
Uno studio commissionato dallo Swedish Research Council suggerisce che Gerusalemme potrebbe essere uno dei più antichi city brands, avendo subito campagne di branding organiche per secoli. Il pellegrinaggio, l'equivalente religioso del turismo, è stato parte della storia di Gerusalemme per millenni.
Las Vegas o semplicemente Vegas è utilizzata dalla Las Vegas Convention and Visitors Authority come marchio per commercializzare la maggior parte della Las Vegas Valley, compresa la Las Vegas Strip, Las Vegas, Henderson, North Las Vegas e parti di Contea di Clark.